# Districte de Khagrachari

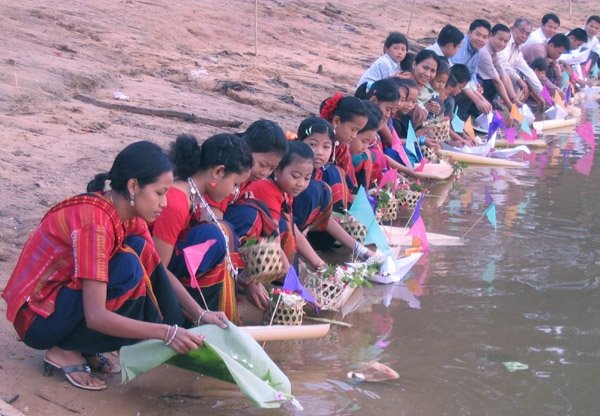
Tribal women near Ful Biju Chengi River, Khagrachhori. Photo:Biplob Rahman

El districte de Khagrachari (bengalí খাগড়াছড়ি) és una divisió administrativa de Bangladesh a la divisió de Chittagong, un dels tres que formen els Chittagong Hill Tracts; és conegut també localment com "Chengmi" i "Phalang Htaung", i especialment com a cercle Mong. La població de Khagrachari és la residència de l'Along Raja, cap tradicional tribal descendent dels arakanesos establerts a la zona al començament del segle xvii, i tanmateix la capital del districte. Aquest està format per la vall de Khagrachari amb tres rius: Chengi, Kasalong i Maini. El cultiu principal és el jhum. La superfície del districte és de 2.699,55 km² i la població (1991) de 524.961 habitants. El 47,5% de la població són musulmans, el 35,5% hindús i el 16,5% cristians.
Administrativament està format per vuit upaziles:
1. Dighinalas
2. Khagrachhari
3. Lakshmichhari
4. Mahalchhari
5. Manikchhari
6. Matiranga
7. Panchhari
8. Ramgarh